# Földes Péter (vegyészmérnök)
Földes Péter (Budapest, 1930. január 11. – Budapest, 1982. november 28.) magyar vegyészmérnök, egyetemi tanár, a Magyar Tudományos Akadémia levelező tagja.

## Élete
A régi ortodox erdélyi zsidó Feuerstein család leszármazottjaként született. Szülei Földes Sándor és Haász Margit voltak. 1948-ban érettségizett a budapesti Zrínyi Miklós Gimnáziumban, majd 1952-ben a BME Vegyészmérnöki Karán szerzett diplomát. A Leningrádi Technológiai Intézet vegyipari műveletek és készülékek tanszékének aspiránsa lett, ahol 1955-ben megvédte kandidátusi disszertációját, melyet a következő évben honosított.
Hazatérte után 1956-tól 1961-ig a BME Vegyészmérnöki Kar Vegyipari Műveletek és Gépek Tanszékén volt egyetemi adjunktus, majd docens lett. Közben az MTA KFKI Kísérleti Atomreaktor Kémiai Osztálya és a Pécsi Uránércbánya Vállalat külső tervezőmérnökeként, valamint a Berentei Vegyiművek főtechnológusaként is dolgozott. 1960-ban doktorált. 1961 és 1964 között a BME Vegyészmérnöki Kar MSZMP-titkára, 1962-től 1975-ig pedig a BME Pártbizottsága tagja volt. 1963 és 1971 között az MTA Automatizálási Kutató Intézetének tudományos munkatársa volt, emellett 1964-től 1965-ig a Müncheni Műszaki Egyetemen dolgozott a Nemzetközi Atomenergia-ügynökség ösztöndíjasaként.
1968-ban a kémiai tudományok doktora lett, majd 1969-ben egyetemi tanárnak nevezték ki. 1970 és 1972 között a Tudományos osztály vezetője, 1974-től 1977-ig az MTA Természettudományi I. Főosztály vezetője volt. 1977-ben elvégezte az MSZMP KB Politikai Főiskoláját, 1979-től pedig a Minisztertanács Tudománypolitikai Bizottsága Titkárságának külső munkatársa volt. 1977-ben tanszékvezető lett. 1980-tól az MTA Kémiai Tudományok Osztálya tanácskozási jogú tagja volt, valamint tagja volt az MTA Vegyipari Műveleti Munkabizottságának, az MTA Műszaki Kémiai Bizottságának és az MTA Automatizálási és Számítástechnikai Bizottságának is.
Szakterülete a desztillációs eljárások vizsgálata, a desztilláció és abszorpció rendszertechnikája, illetve matematikai modellezése, dinamikája és optimalizálása volt. Foglalkozott a szita- és rácstányéros kolonnák hidrodinamikájára és anyagátviteli hatékonyságára vonatkozó általános összefüggések feltárásával is, valamint megalkotta a rácstányéros kolonnák optimális gőzsebességére vonatkozó képletet, amely Földes-féle egyenlet néven vált ismertté.
1982 májusában az MTA levelező tagjává választották, azonban váratlan halála miatt nem tartott székfoglalót. A Rákoskeresztúri izraelita temetőben nyugszik, gyászszertartásán az MTA nevében Beck Mihály búcsúztatta. Sírját 2005-ben a Nemzeti Emlékhely és Kegyeleti Bizottság védetté nyilvánította.

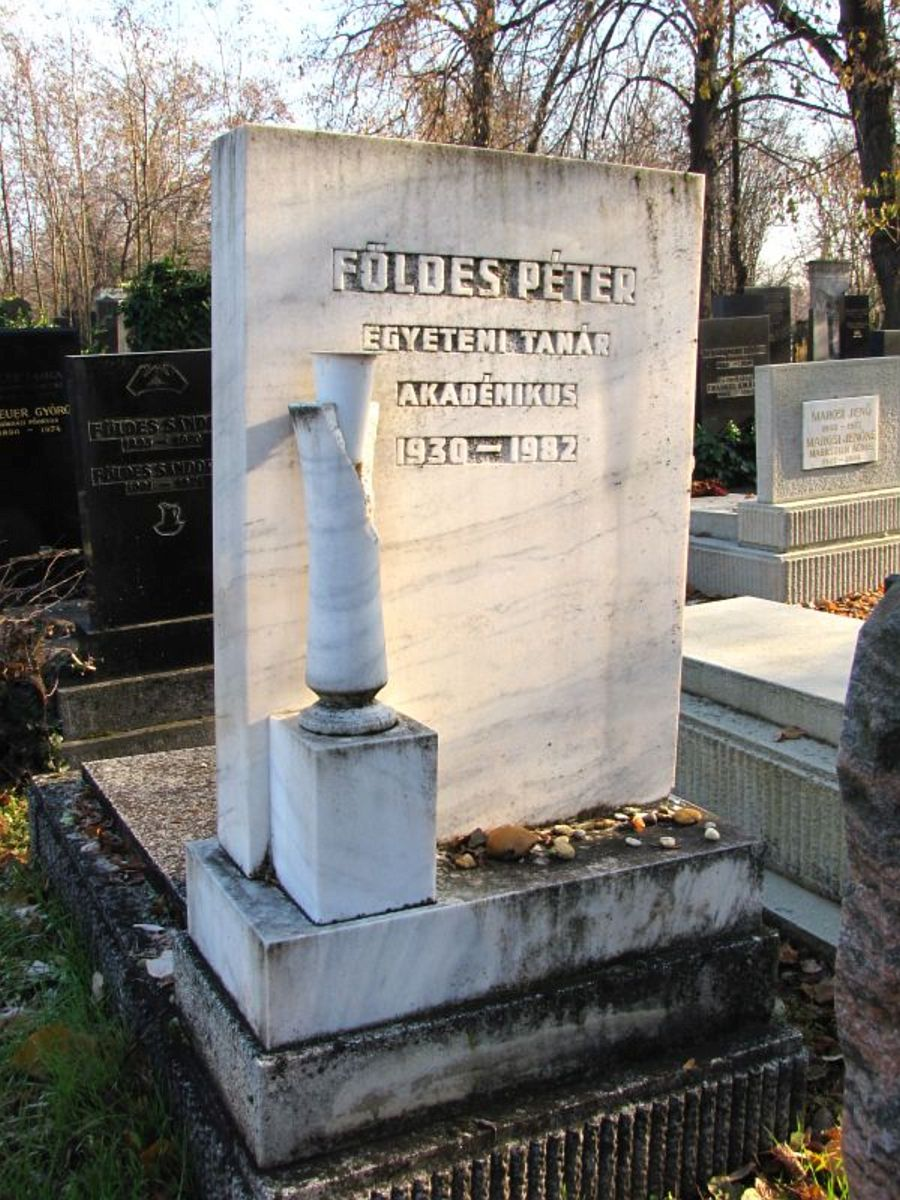
Sírja a Kozma utcai izraelita temetőben (5B-4-7)

Felesége Berezsnich Tamara (1932–) kémikus, az MTA KKKI állami díjas tudományos főmunkatársa volt, fia Földes András közgazdász.

## Főbb művei
- Desztillálóberendezések (Gyökhegyi Lászlóval és Győri Józseffel, Bp., 1970)
- Rektifikálás (Fonyó Zsolttal, Bp., 1978)
- Energetische Analyse von Stoffübertragungsprozessen (társszerzőkkel, Leipzig, 1980)

## Díjai, elismerései
- Munka Érdemrend (ezüst fokozat, 1964)
- Kiváló feltaláló (arany fokozat, 1970)
- A Leningrádi Műszaki Egyetem tiszteletbeli doktora (1978)
- A Műszaki Könyvkiadó Nívódíja (1979)